# Балтайсвилкс, Рудольф
Ру́дольф Ба́лтайсвилкс (латыш. Rūdolfs Baltaisvilks; 13 августа 1903 — 1 декабря 1995) — советский и латвийский театральный актёр и режиссёр.

## Биография
Рудольф Балтайсвилкс родился 11 февраля 1932 года в Слокской волости Рижского уезда в рабочей семье.
Во время Первой мировой войны был беженцем, жил в Москве, учился в реальной гимназии. После возвращения в Латвию без отрыва от работы, в частном порядке, прошёл полный курс школьного обучения.
После учёбы на Латвийских драматических курсах (1927) — актёр Даугавпилсского театра латышской драмы (1927—1930), Лиепайского нового театра (1930—1933), Национального театра (1933—1940). Директор и художественный руководитель Театра юного зрителя (1940—1941). Актёр и режиссёр Народного театра (1941—1944), с 1943 года руководитель театральной студии этого театра. Преподаватель актёрского мастерства и заведующий художественно-постановочной частью Театра драмы им. А. Упита (1944—1951).
Работал в Театре музыкальной комедии (1951—1960), Даугавпилсском музыкально-драматическом театре (1960—1961). Был режиссёром Валмиерского драматического театра (1961—1964). С 1955 года до конца восьмидесятых годов тесно сотрудничал с Вентспилским народным театром, периодически занимаясь постановками на сцене этого театра.
В первом браке был женат на актрисе Лидии Фреймане, во втором — на писательнице Илзе Индране.
Скончался 1 декабря 1995 года в Праулиенской волости Мадонского района, похоронен на Праулиенском кладбище.

## Творчество

### Роли в театре

#### Лиепайский новый театр
- 1932 — «Виктория и её гусар» Пала Абрахама — Граф Фери
- 1932 — «Дама с камелиями» Александра Дюма-сына — Арман

#### Национальный театр
- 1933 — «Субботний вечер» Рудольфа Блауманиса — Лаурис
- 1934 — «Грехи Трины» Рудольфа Блауманиса — Янюкс
- 1934 — «Сын рыбака» по роману Вилиса Лациса — Роберт
- 1935 — «Дни портных в Силмачах» Рудольфа Блауманиса — Карленс
- 1935 — «Кумир толпы» по роману Вилиса Лациса — Лоцман
- 1936 — «Из сладкой бутылки» Рудольфа Блауманиса — Таукштис
- 1936 — «Валмиерские мальчишки» Паулиса Розитиса — Упе
- 1940 — «В огне» Рудольфа Блауманиса — Вискрелис

#### Театр драмы им. А. Упита
- 1945 — «Блудный сын» Рудольфа Блауманиса — Паулс
- 1945 — «Волки и овцы» А. Н. Островского — Аполлон Мурзавецкий
- 1946 — «Беспокойная старость» Леонида Рахманова — Куприянов
- 1948 — «Собака на сене» Лопе де Вега — Тристан
- 1950 — «Земля зелёная» Андрея Упита — Иешка
- 1950 — «Горе от ума» А. С. Грибоедова — Загорецкий
- 1950 — «Времена землемеров» братьев Каудзите — Дрегберкис

#### Театр музыкальной комедии
- 1952 — «Трембита» Юрия Милютина — Богдан Сусик
- 1952 — «Летучая мышь» Иоганна Штрауса (сына) — Фальк
- 1954 — «В краю голубых озёр» Арвида Жилинского и Элины Залите — Крис Грамзда
- 1955 — «Trejmeitiņas» А. Вилнера и Г. Рейхерта — Кристиан
- 1956 — «Цветок Гавайев» Пала Абрахама — Харисон
- 1959 — «Кливия» Н. Досталя — Вальдивио
- 1960 — «Птицы без моря» Д. Раманиса и А. Круклиса — Педро

### Режиссёрские работы

#### Государственный театр юного зрителя Латвийской ССР
- 1941 — «Голубое и розовое» Александры Бруштейн

#### Народный театр
- 1942 — «Мудрая Марианна» Т. Банги
- 1943 — «Эзермальский крокодил» Яниса Яунсудрабиньша (музыка Яниса Норвелиса)
- 1943 — «Спридитис» Анны Бригадере

#### Театр драмы им. А. Упита
- 1946 — «Золушка» Виктора Ардова (дипломный спектакль)

#### Театр музыкальной комедии
- 1950 — «Гаспароне» Карла Миллёкера

#### Даугавпилсский музыкально-драматический театр
- 1960 — «Якорная площадь» Исидора Штока
- 1960 — «Юпитер смеётся» Арчибальда Кронина

#### Валмиерский драматический театр
- 1962 — «Юпитер смеётся» Арчибальда Кронина
- 1962 — «Верю в тебя» Вадима Коростылёва
- 1963 — «Орфей спускается в ад» Теннеси Уильямса
- 1963 — «Ореховый мостик» Илзе Индране
- 1964 — «Овод» инсценировка романа Лилиан Войнич

#### Вентспилский народный театр
- 1955 — «Дни портных в Силмачах» Рудольфа Блауманиса
- 1957 — «Родина» Екаба Яншевского
- 1959 — «Блудный сын» Рудольфа Блауманиса
- 1975 — «Посчитала год кукушка» Илзе Индране
- 1989 — «В Риге звон» М. Зиверта